# Добаш сірий
Доба́ш сірий (Picumnus granadensis) — вид дятлоподібних птахів родини дятлових (Picidae). Ендемік Колумбії.

## Підвиди
Виділяють два підвиди:
- P. g. antioquensis Chapman, 1915 — Західний хребет Колумбійських Анд (від Антіокії до верхів'їв річки Сан-Хуан[en]);
- P. g. granadensis Lafresnaye, 1847 — західна Колумбія (від центральної Кауки до верхів'їв Патії).

## Поширення і екологія
Сірі добаші живуть в сухих тропічних лісах, гірських і рівнинних вологих тропічних лісах і сухих чагарникових заростях. Зустрічаються на висоті від 800 до 2200 м над рівнем моря.